# Rota (pismo)
Rota (podtytuł:  Biuletyn Radomski Komitetu Obrony Więzionych za Przekonania) – czasopismo radomskiego Komitetu Obrony Więzionych za Przekonania wydawane od lipca 1981 r. do czasu wprowadzenia stanu wojennego.
Ukazały się 3 numery pisma w formacie A5, o zmiennej objętości (nr 1 – 12 stron, nr 2 – 42 strony, nr 3 – 24 strony). Kolegium redakcyjne było jawne (podane w stopce redakcyjnej każdego z numerów umieszczonej na końcu pisma), a w jego skład wchodzili: Jacek Jerz, Andrzej Sobieraj, Zdzisław Podkowiński (przywódcy radomskiej „Solidarności”, Konfederacji Polski Niepodległej i Komitetu Obrony Więzionych za Przekonania) oraz Piotr Turlejski. Pismo informowało o bieżącej sytuacji w kraju, poruszało tematy ogólnopolityczne, patriotyczne i niepodległościowe oraz sprawy łamania praworządności w PRL (więźniów politycznych, represji za przekonania polityczne, itp). 